# スカンドラインズ
スカンドラインズ（Scandlines）は、ドイツ連邦共和国とデンマーク王国にまたがり営業している海運事業者。デンマーク、ドイツ、スウェーデン王国、バルト三国間で旅客・貨物輸送のために全部で17路線を管理・運行し、年間約2,000万人の乗客と200万台の自動車を輸送している。

## 会社概要
スカンドラインズは親会社であり、ドイツ子会社はスカンドラインズ・ドイッチュラント有限会社（Scandlines Deutschland GmbH）、デンマーク子会社はスカンドライン・デンマーク会社（die Scandlines Danmark A/S）で構成される。当初、株式はデンマーク運輸省が50％、ドイツ鉄道で50％ずつの割合で共同所有されていた。その後、2007年6月時点でロンドンの3iグループ（en:3i）が40％、ミュンヘンのアリアンツ・キャピタル・パートナーズが40％、ロストックのドイツ海運（de:Deutsche Seereederei）が20％ずつのコンソーシアムとして所有される。このコンソーシアムは15億6000万ユーロで売買された。2010年10月29日にコンソーシアムはドイツ海運から残りの20％を買収し、現在は3iとアリアンツが50％ずつ所有している。

## 歴史
ドイツ再統一後の1994年1月1日にドイツ連邦鉄道とドイツ国営鉄道が合併されドイツ鉄道が設立される。両鉄道会社間で運行されていた鉄道連絡船はドイツ・フェリー社バルト海有限会社（Deutschen Fährgesellschaft Ostsee mbH、DFO）として統合された。新会社は路線を拡充し船隊の近代化に着手した。
1998年7月までデンマーク国鉄の鉄道連絡船を運行していたスカンドラインはドイツ・フェリー社バルト海路線から閉めだされていたが、これ以降は株式会社化して海運会社の買収を通じて事業は強化されローロー船市場に進出した。
2007年6月末、デンマーク政府とドイツ当局はロドビーとプットガルデン間の全長19kmに迄ぶフェーマルン・ベルト連絡路の建設に合意した。この路線は渡り鳥コース上を運行しているフェリー会社、すなわちスカンドラインズに悪影響をおよぼすと見られる。原則としてスカンドラインズは成長市場であるバルト海フェリー交通で優位とみなされている。
2007年11月にはデンマークのクリッパー・グループが国内フェリー航路に関わる株式30％をスカンドラインズに売却した。航路はファノ島線（Fanøtrafikken）、アルス島線（Alstrafikken）、ランゲラン島線（Langelandstrafikken）がボルンホルムフェルゲン社（de:BornholmerFærgen）で運行されている。
2008年11月6日までにスカンドラインズは1998年時に設立された株式会社から有限会社に改編される事になる。
2009年2月に2,400人の従業員を2010年末までに2,000人にまで削減することが発表される。この削減はフェーマルン・ベルト連絡路が建設されているプットガルデンに集中している。

## フェリー航路
- ロストック（ドイツ） - ゲザ（英語版）（デンマーク）フェリー、1995年にはゲサ＝ヴァーネミュンデ線（de:Trajekt Warnemünde–Gedser）
- ロストック（ドイツ） - トレレボリ（スウェーデン）鉄道連絡船、貨物輸送のみ
- トラフェミュンデ（ドイツ） - ヴェンツピルス（ラトビア）
- ロストック（ドイツ） - ハンコ（フィンランド）
- ザスニッツ（ドイツ） - トレレボリ（スウェーデン）ケーニッヒ線（de:Königslinie）
- プットガルデン（ドイツ） - ロドビー（デンマーク）渡り鳥コース
- ニュネスハムン（スウェーデン） - ヴェンツピルス（ラトビア）
- ヘルシンゲル（デンマーク） - ヘルシンボリ（スウェーデン）

## 船舶
- 「メクレンブルク＝フォアポンメルン（Mecklenburg-Vorpommern）」（ロストック - トレレボリ間）
- 「スクーネ（Skåne）」（ロストック - トレレボリ間）
- 「プリンス・ヨアヒム（Prins Joachim）」（ロストック - ゲサ間）
- 「コーンプリンス・フレデリク（Kronprins Frederik）」（ロストック - ゲサ間）
- 「ロストック（Rostock）」（ロストック - ゲサ間）
- 「プリンセス・ベネディット（Prinsesse Benedikte）」（プットガルデン - ロドビー間）
- 「プリンス・リカート（Prins Richard）」（プットガルデン - ロドビー間）
- 「ドイッチュラント（Deutschlan）」（プットガルデン - ロドビー間）
- 「シュレースヴィヒ＝ホルシュタイン（Schleswig-Holstein）」（プットガルデン - ロドビー間）
- 「ホルガー・ダンスク（Holger Danske）」（プットガルデン - ロドビー間、危険資産）
- 「ザスニッツ（Sassnitz）」（ザスニッツ - トレレボリ間）
- 「トレレボリ（Trelleborg）」（ザスニッツ - トレレボリ間）
- 「ハムレット（Hamlet）」（ヘルシンゲル - ヘルシンボリ間）
- 「ティコ・ブラーエ（Tycho Brahe）」（ヘルシンゲル - ヘルシンボリ間）
- 「ウルド（Urd）」（トラフェミュンデ - ヴェンツピルス間）2009年秋から
- 「アスク（Ask）」（ニーネスハムン - ヴェンツピルス間）
- 「アウロラ（Aurora）」（ロストック - ハンコ間）
- 「マーチャント（Merchant）」（ロストック - ハンコ間）

## ギャラリー

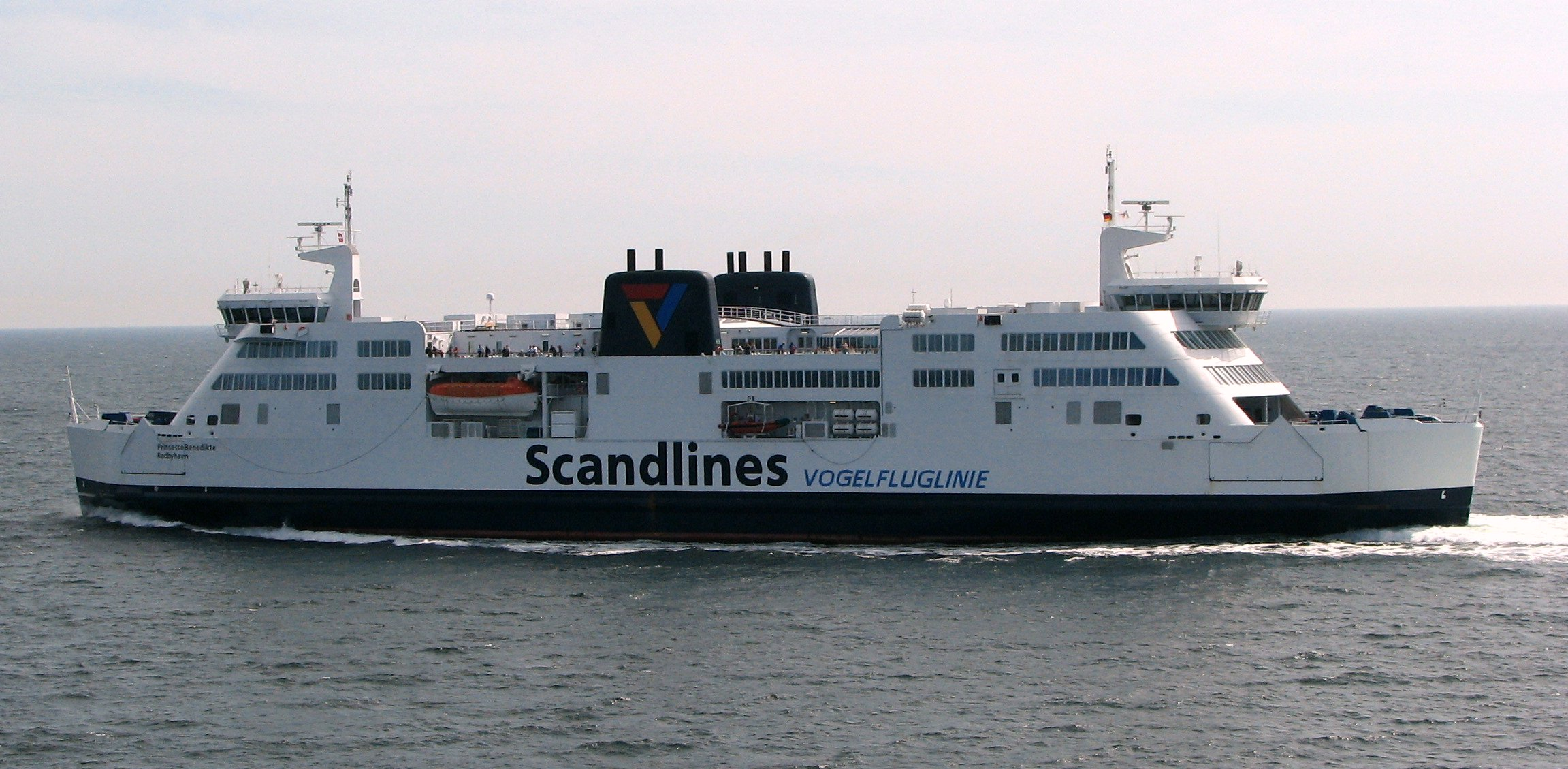
フェリー「プリンセス・ベネディット」
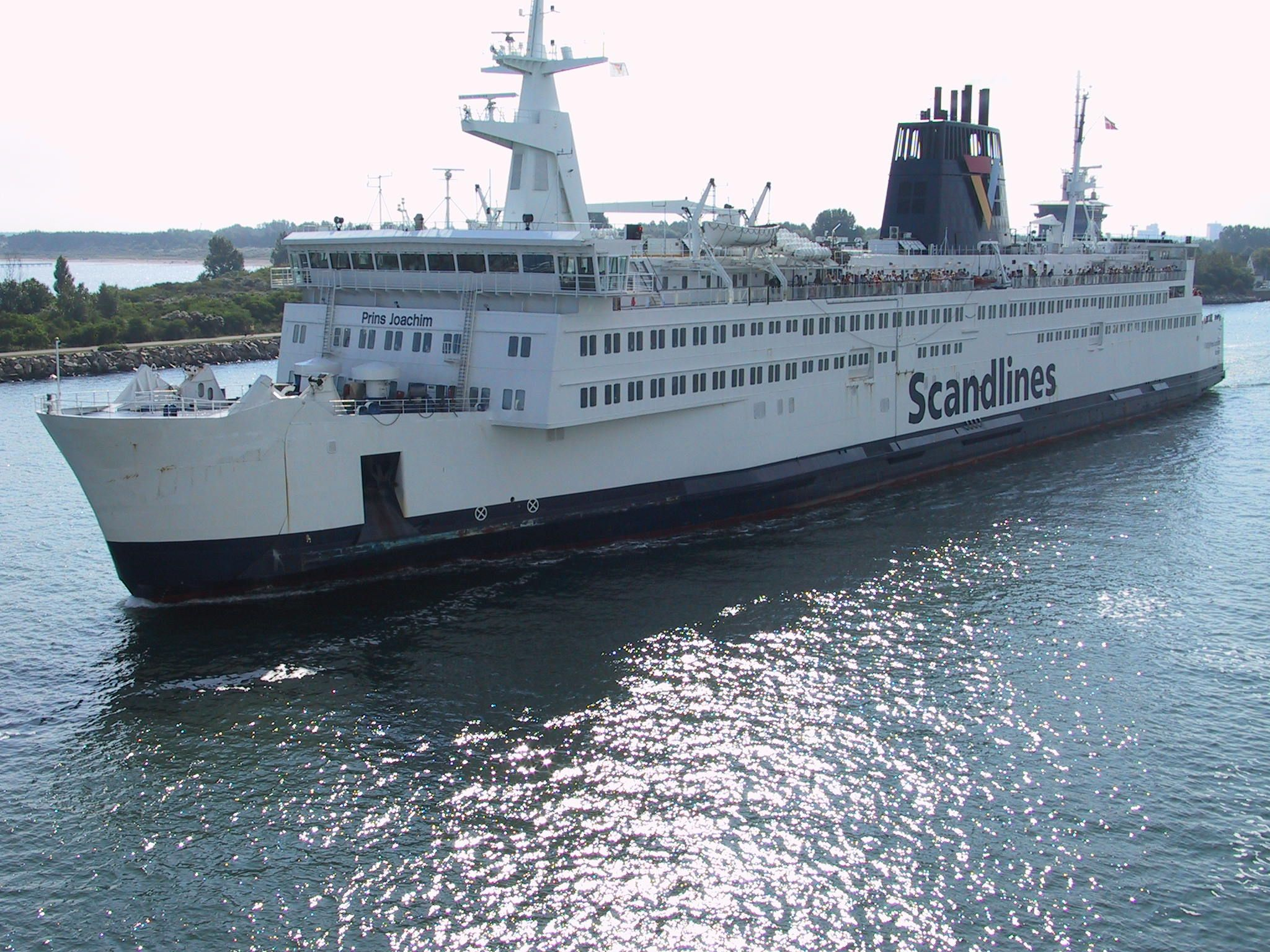
フェリー「プリンス・ヨアヒム」
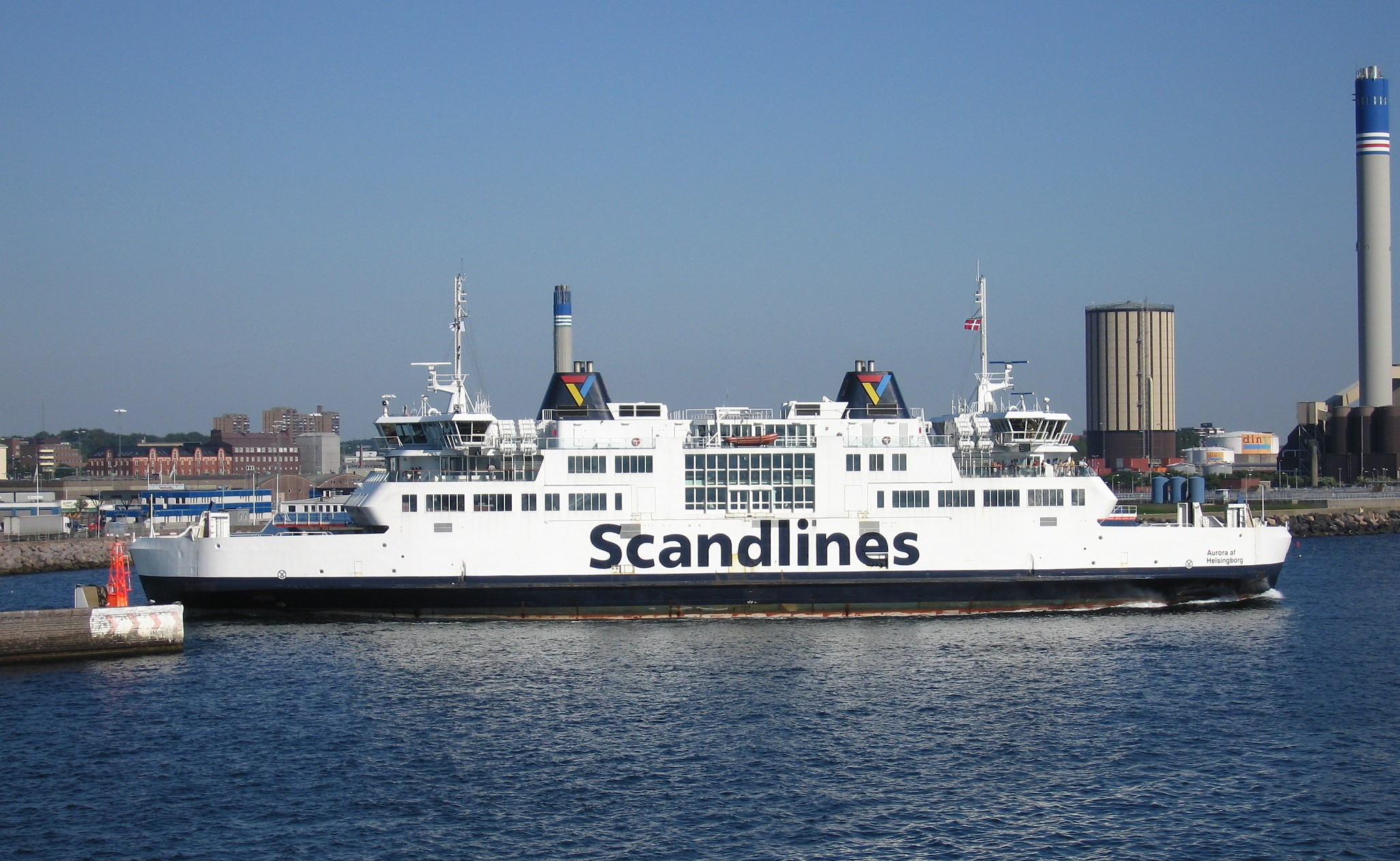
フェリー「アウロラ」
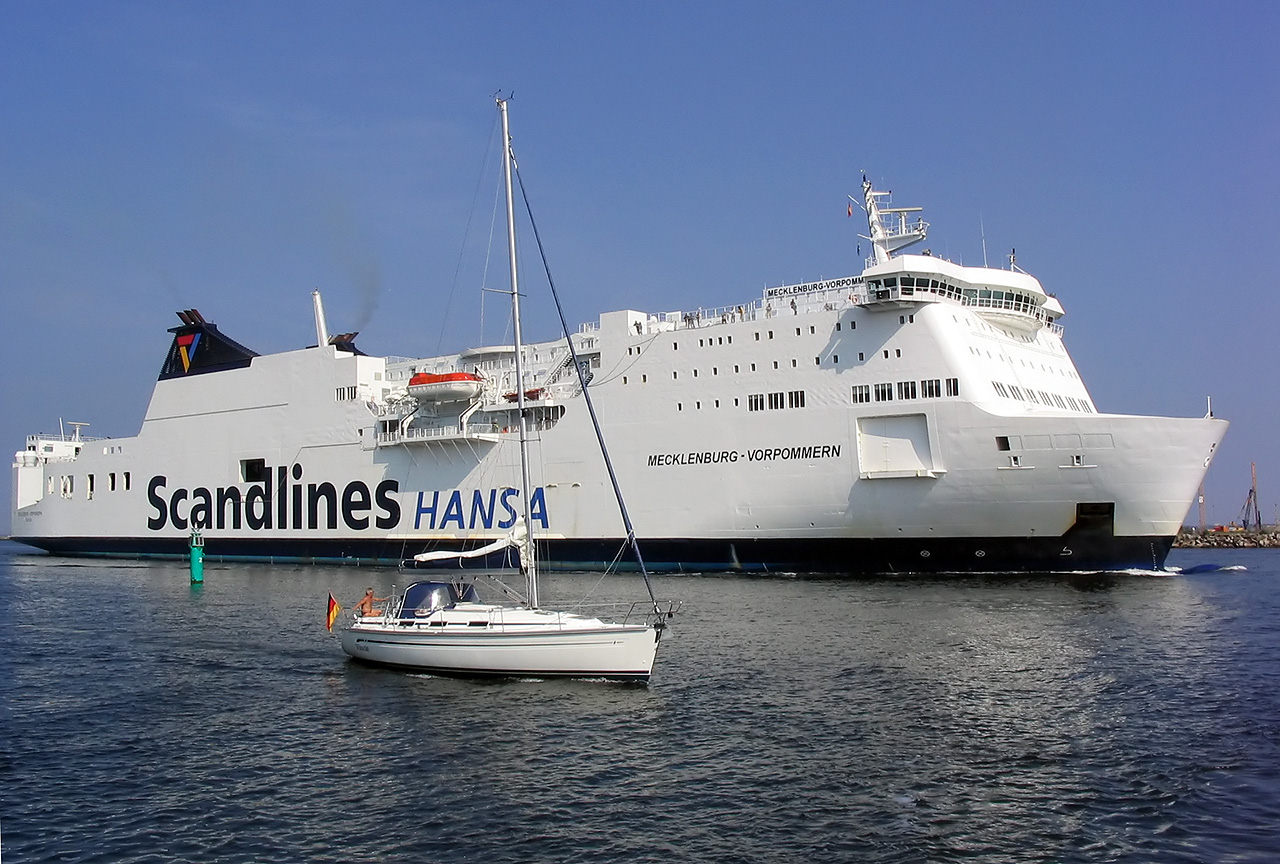
フェリー「メクレンブルク＝フォアポンメルン」
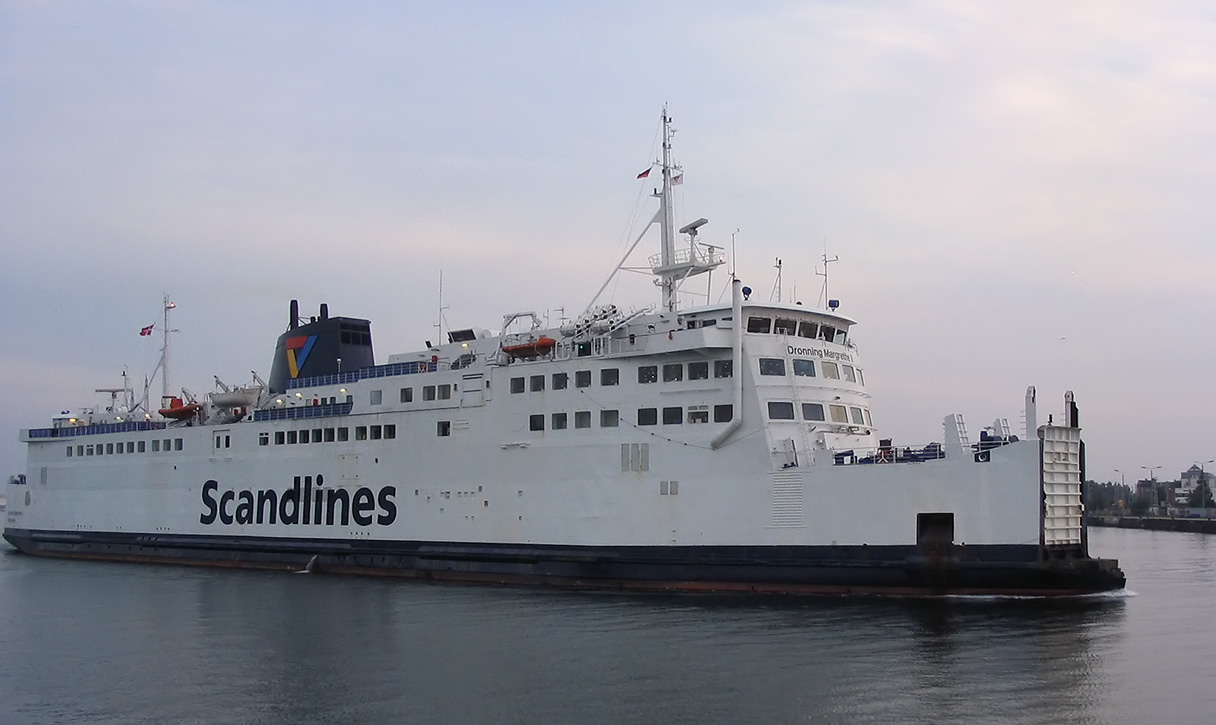
フェリー「ドローニング・マルグレーテ2世」
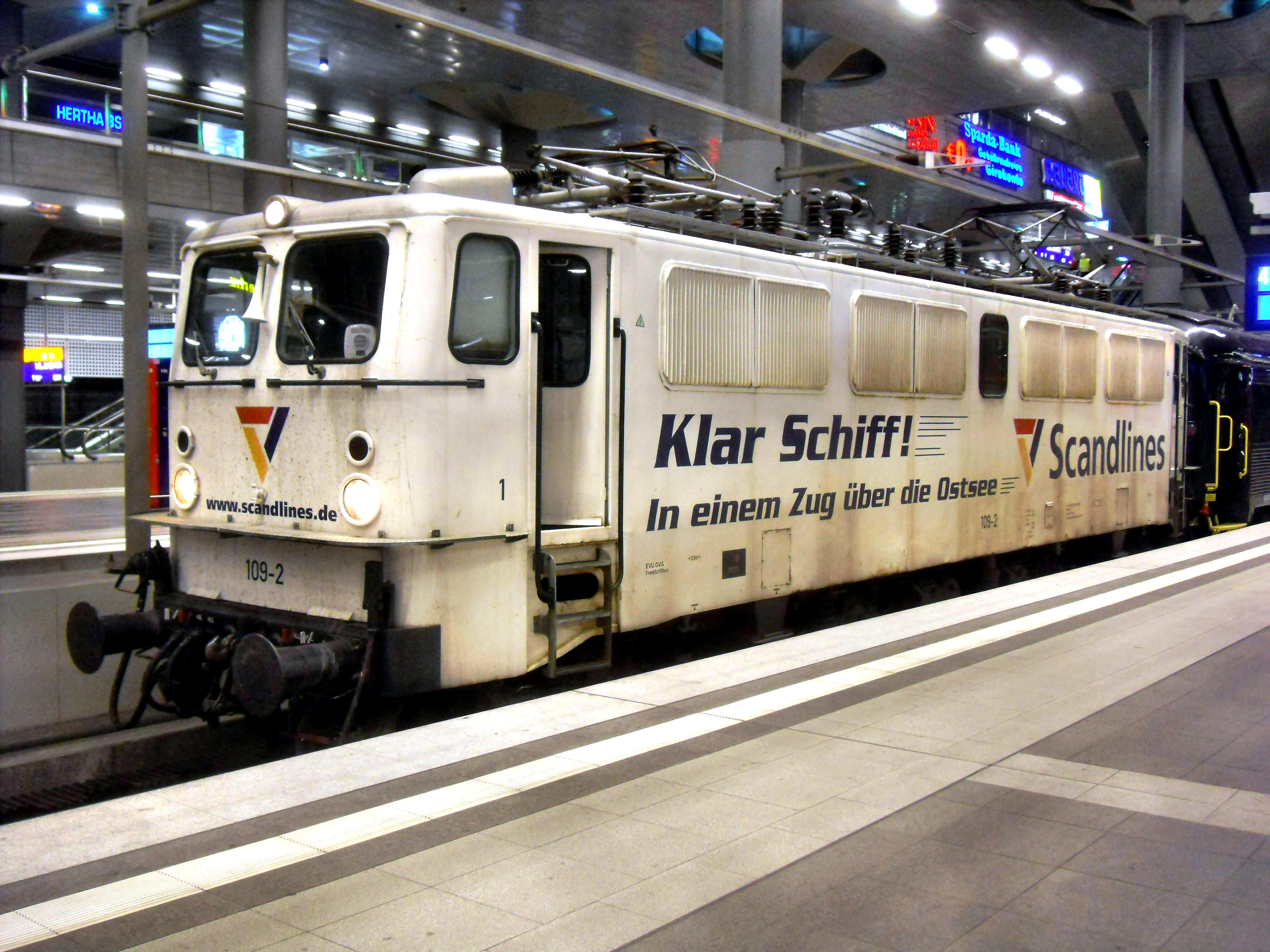
ベルリン中央駅でのスカンドラインズ所有の109-2型機関車
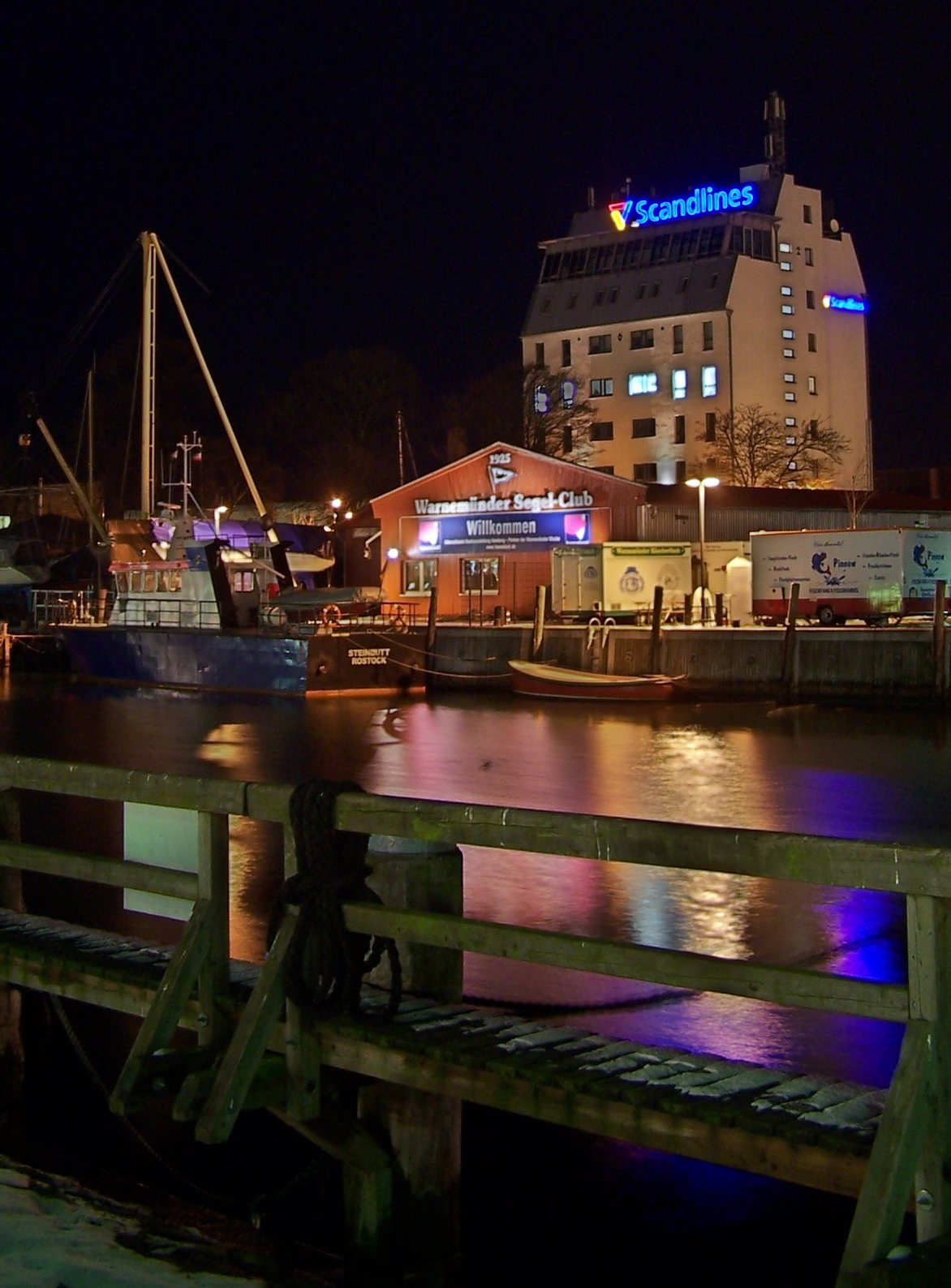
ロストック＝ヴァーネミュンデのスカンドラインズの建物